# Federació d'Aràbia del Sud
La Federació d'Aràbia del Sud (àrab: اتحاد الجنوب العربي, Ittiḥād al-Janūb al-ʿArabī, ‘Unió del Sud Àrab’) fou una entitat neocolonial britànica destinada a substituir el Protectorat Occidental d'Aden. Va prendre aquest nom el 4 d'abril de 1962. Fins aleshores era una federació de nou membres (sis fundadors i tres adherits) amb el nom de Federació d'Emirats Àrabs del Sud.

## Estats fundadors
- Emirat hashimita de Beihan
- Emirat amiri de Dhala
- Sultanat awdhali de Zara
- Sultanat fadli de Zinjibar
- Sultanat yafi de Jaar (Baix Yafa)
- Sultanat awlaqi de Nisab (Alt Awlaqi)
- Sultanat abdali de Lahej
- Sultanat awlaqi d'Ahwar (Baix Awlaqi)
- Estat de Dathina

## Noves incorporacions
El 18 de gener de 1963 va ingressar el nou estat d'Aden, format per l'antiga colònia d'Aden, i a la resta de l'any van ingressar quatre estats més:
- Sultanat hawshabi de Musaymir
- Xeicat aqrabi de Bir Ahmad
- Sultanat wahidi de Bal Haf (amb sobirania sobre els soldans wahidi de Bir Ali i d'Habban)
- Xeicat saqladi de Shaib

El febrer de 1964 el sultà de Fadli Ahmad ben Abd Allah va abandonar la federació exigint la independència, però el 9 de juliol fou deposat i substituït pel seu germà Nasir, que va reingressar a la federació ràpidament. En la resta del 1964 van ingressar:
- Xeicat alawi d'Al-Qasha
- Xeicat de Muflahi
- Xeicat ma'an de Yashbum (xeicat d'Alt Awlaqi)

## Conflictes i final
El sultà yafi de Mahjabah (Alt Yafa) i uns quatre xeicats de la zona (Hadhrami o Hadrami, Busi, Dubi i Mawsata) a més del xeic dels qutaibi, dependent de Dhala, no van reconèixer a la federació.
La lluita amb els nacionalistes es va centrar en aquesta zona de la frontera (Baix Yafa), al Radfan, i a Aden; finalment el 1967 els revolucionaris van ocupar el poder progressivament i el 30 de novembre de 1967 la federació va quedar dissolta i es va proclamar la República Popular del Iemen del Sud.